# Kwama
Kwama, även gwama, är ett nilo-sahariskt språk med 15 000 talare (1982), mestadels i Etiopien, men även i Sudan.
Kwama är ett tonspråk.

## Fonologi
Kwama har följande konsonanter:
|                        | Bilabial | Alveolar | Postalveolar | Palatal | Velar | Glottal |
| ---------------------- | -------- | -------- | ------------ | ------- | ----- | ------- |
| Klusil                 | p b      | t d      |              |         | k g   |         |
| Ejektiva               | pʼ       | ť sʼ     |              |         | kʼ    |         |
| Frikativa              |          | s z      | ʃ            |         |       | h       |
| Nasaler                | m        | n        |              |         | ŋ     |         |
| Lateral approximant    |          | l        |              |         |       |         |
| Tremulanter            |          | r        |              |         |       |         |
| Centrala approximanter |          |          |              | y       | w     |         |

Kwama har sju vokaler, ɪ, ɛ, ʊ, ɔ, a, i, u.

## Räkneord
- sɛ́ɛ́skʼín (ett)
- swíyá (två)
- twàsɛ́n (tre)
- béésʼín (fyra)
- kómòtʼ (fem)
- kúpà-sɛ́n (sex)
- kúpá-swíjá (sju)
- kúp-twàsɛ̄n (åtta)
- kù-béésʼín (nio)
- kʼoosʼi (tio)[2]